# Callyspongia plicifera
Callyspongia plicifera är en svampdjursart som först beskrevs av Jean-Baptiste Lamarck 1814.  Callyspongia plicifera ingår i släktet Callyspongia och familjen Callyspongiidae.
Artens utbredningsområde är Karibiska havet. Inga underarter finns listade i Catalogue of Life.